# Elaphoidella borutzkyi
Elaphoidella borutzkyi is een eenoogkreeftjessoort uit de familie van de Canthocamptidae. De wetenschappelijke naam van de soort is voor het eerst geldig gepubliceerd in 1972 door Mikhailova-Neikova.